# Kościół ewangelicko-augsburski w Możejkach
Kościół ewangelicko-augsburski w Możejkach (lit. Mažeikių liuteronų bažnyčia) – luterańska świątynia położona w Możejkach przy ul. Žemaitijos 22-21.
Na czele zboru stoi pastor Juozas Kriauza. Świątynia powstała w 1910 roku.